# One Direction

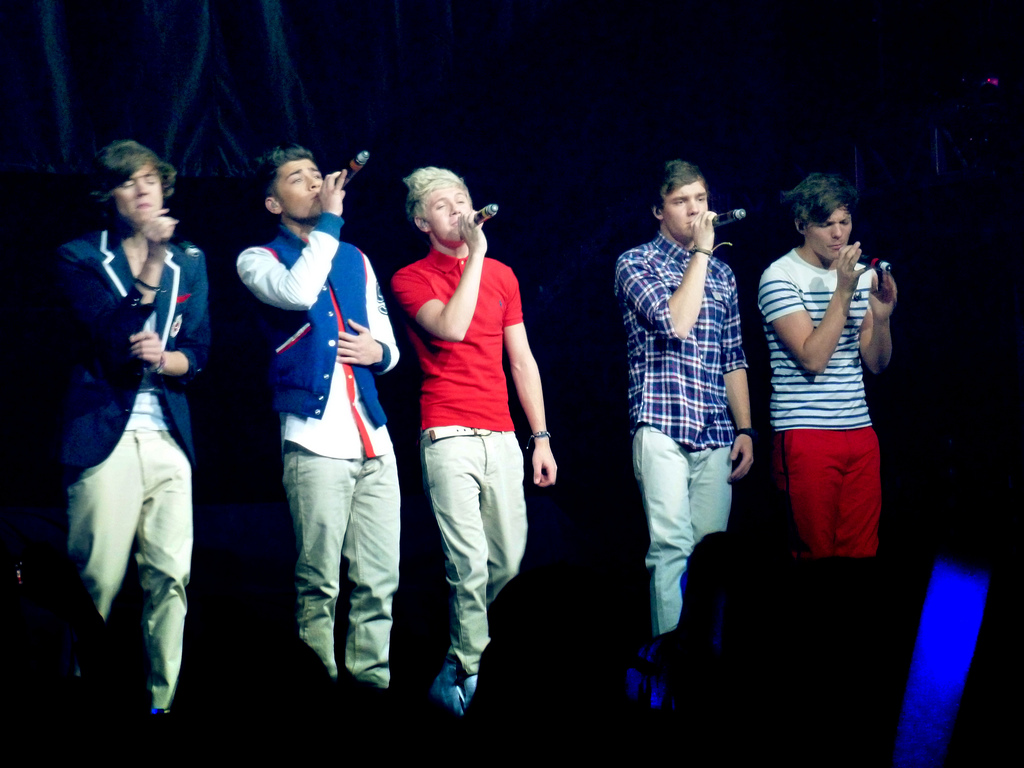
One Direction na svém Up All Night Tour

One Direction byla irsko-anglická chlapecká hudební skupina založená v roce 2010, kterou tvořili Niall Horan, Liam Payne, Harry Styles a Louis Tomlinson. Pátý člen Zayn Malik opustil skupinu v březnu 2015. One Direction skončili třetí v sedmé sérii soutěže The X Factor, poté skupina podepsala nahrávací smlouvu se společností Syco Music, dceřinou firmou Sony Music.

## Historie
Irský zpěvák Niall Horan a Angličané Zayn Malik, Liam Payne, Harry Styles a Louis Tomlinson se v roce 2010 jako jednotlivci účastnili britské televizní soutěže The X Factor. Individuálně v chlapecké kategorii neuspěli, nicméně na bootcampu z nich porotci Nicole Scherzingerová, Simon Cowell a Louis Walsh sestavili skupinu; název One Direction vymyslel Harry Styles. S písní „Torn“ pak postoupili do semifinálových kol. V těch postupně zazpívali písně „Viva la Vida“ od skupiny Coldplay, „My Life Would Suck without You“ od Kelly Clarkson, „Nobody Knows“ od Pink, „Total Eclipse of the Heart“ od Bonnie Tyler, „Kids in America“ od Kim Wilde, „The Way You Look Tonight“ od Eltona Johna, „All You Need Is Love“ od The Beatles, „Summer of 69“ od Bryana Adamse, „You Are So Beautiful“ od Joa Cockera, „Only Girl in the World“ od Rihanny, „Chasing Cars“ od Snow Patrol, „Your Song“ od Eltona Johna, „She's the One“ (s Robbiem Williamsem) a opět „Torn“ od Natalie Imbruglie. Přestože byli výraznými favority, skončili třetí, ale získali si v Británii velkou fanouškovskou základnu a popularitu.
Krátce po skončení soutěže podepsala kapela nahrávací smlouvu se SYCO Records a Simonem Cowellem v hodnotě 2 miliónů liber.
V srpnu 2011 vydali debutový singl „What Makes You Beautiful“, který zvítězil v hitparádě UK Singles Chart. V listopadu 2011 vydala skupina své první album Up All Night, na což od prosince 2011 do července 2012 navázalo turné Up All Night Tour, jehož 52 vystoupení se odehrálo ve Spojeném království, Irsku, Austrálii, Novém Zélandu, USA, Kanadě a Mexiku. V únoru a březnu 2012 zároveň vystupovali společně s Big Time Rush na jejich americkém turné Better with U Tour. Na Olympijských hrách 2012, které se konaly v Londýně, vystoupili na slavnostním zakončení s písní „What Makes You Beautiful“. Členové One Direction hostovali také v seriálu iCarly v epizodě „iGo One Direction“ (6. série, díl 96).
Druhé album s názvem Take Me Home vydali One Direction v listopadu 2012. Na konci roku 2012 vystoupili s písní „Little Things“ na 100. ročníku Royal Variety Performance za přítomnosti královny Alžběty II. a vystoupili na vyprodaném vystoupení v Madison Square Garden v New Yorku. V únoru 2013 vydali singl „One Way or Another (Teenage Kicks)“, což je přezpívaná verze „One Way or Another“ od skupiny Blondie a „Teenage Kicks“ od The Undertones. Vydali se také do Ghany navštívit nemocnice a školy na podporu charitativní organizace Comic Relief. Mezi 23. únorem a 3. listopadem 2013 následovalo celosvětové turné Take Me Home Tour, které bylo odstartováno v Londýně a ukončeno v Tokiu, skládalo se ze 129 koncertů v Evropě, Austrálii, Asii a Severní Americe.
30. srpna 2013 měl premiéru jejich 3D dokumentární film One Direction: This Is Us režírovaný Morganem Spurlockem. 23. listopadu 2013 uspořádali tzv. „1D Day“ - den věnovaný fanouškům, při kterém 7,5 hodin živě vysílali a dělali různé aktivity, interview a spojovali se s fanoušky prostřednictvím Google+ Hangout. Jejich třetí album Midnight Memories bylo vydáno 25. listopadu 2013. Už v květnu 2013 oznámili další turné pro rok 2014 s názvem Where We Are Tour, které začalo 25. dubna 2014 v Kolumbii a skončilo 5. října 2014 v americkém Miami.
V listopad roku 2014 vydali své čtvrté studiové album s názvem Four a v únoru roku 2015 se vydali již na své čtvrté světové turné. To bylo zahájeno 7. února ve městě Sydney v Austrálii a skončilo 31. října 2015 v anglickém Sheffieldu. Turné čítalo na 80 zastávek v Evropě, Austrálii, Africe, Americe a Asii. Vůbec poprvé se kapela představila v zemích jako JAR, Spojené arabské emiráty, Singapur a další. Během turné oznámil dne 25. března 2015 odchod ze skupiny Zayn Malik. Jeho poslední vystoupení s kapelou proběhlo 18. března 2015 v Hongkongu. Toto rozhodnutí bylo překvapivé, ale One Direction se rozhodli dále pokračovat v koncertování a nahrávání nového alba ve čtyřčlenné sestavě.
Během dokončování páté studiové desky Made in the A.M. oznámili v srpnu 2015, že po vydání tohoto alba skupina v březnu 2016 dočasně, alespoň na jeden rok, přeruší činnost. Na turné se s novou deskou již nevydali. Od roku 2016 se věnují svým sólovým kariérám.

## Členové
- Niall Horan (2010–2016)
- Zayn Malik (2010–2015)
- Liam Payne (2010–2016; zemřel v roce 2024)
- Harry Styles (2010–2016)
- Louis Tomlinson (2010–2016)

## Diskografie
- Up All Night (2011)
- Take Me Home (2012)
- Midnight Memories (2013)
- Four (2014)
- Made in the A.M. (2015)

## Ocenění
| Rok  | Cena                            | Kategorie                                         | Výsledek |
| ---- | ------------------------------- | ------------------------------------------------- | -------- |
| 2011 | 4Music Video Honours            | Nejlepší video                                    | Vítěz    |
| 2011 | Youth Rock Awards               | Skupina roku                                      | Vítěz    |
| 2011 | The Sun Bizarre Readers Awards  | Nejlepší popový interpret                         | Vítěz    |
| 2012 | Teen Choice Awards              | Love song                                         | Vítěz    |
| 2012 | Nickelodeon Kid's Choice Awards | Oblíbená skupina z Velké Británie                 | Vítěz    |
| 2012 | Nickelodeon Kid's Choice Awards | Nejoblíbenější píseň mezinárodní skupiny (Mexiko) | Vítěz    |
| 2012 | Nickelodeon Kid's Choice Awards | Nejlepší píseň (Argentina)                        | Vítěz    |
| 2012 | Meus Prêmios Nick               | Nejoblíbenější mezinárodní interpret              | Vítěz    |
| 2012 | MTV Video Music Awards          | Nejoblíbenější mezinárodní interpret              | Vítěz    |
| 2012 | MTV Video Music Awards          | Nejlepší nový umělec                              | Vítěz    |
| 2012 | JIM Awards                      | Nejlepší nováčkovský interpret                    | Vítěz    |
| 2012 | J-14 Teen Icon Awards           | Ikona zítřka                                      | Vítěz    |
| 2012 | BRIT Awards                     | Nejlepší britská píseň (What Makes You Beautiful) | Vítěz    |
| 2012 | BBC Radio 1 Teen Awards         | Nejlepší britské album                            | Vítěz    |
| 2012 | BBC Radio 1 Teen Awards         | Nejlepší britský singl                            | Vítěz    |
| 2013 | American Music Awards           | Nejlepší kapela                                   | Vítěz    |
| 2013 | American Music Awards           | Nejlepší album (Take Me Home)                     | Vítěz    |

Skupina One Direction vyhrála celkem 28 cen. Zároveň byla na hudební ceny nominována již 60krát.

## Galerie

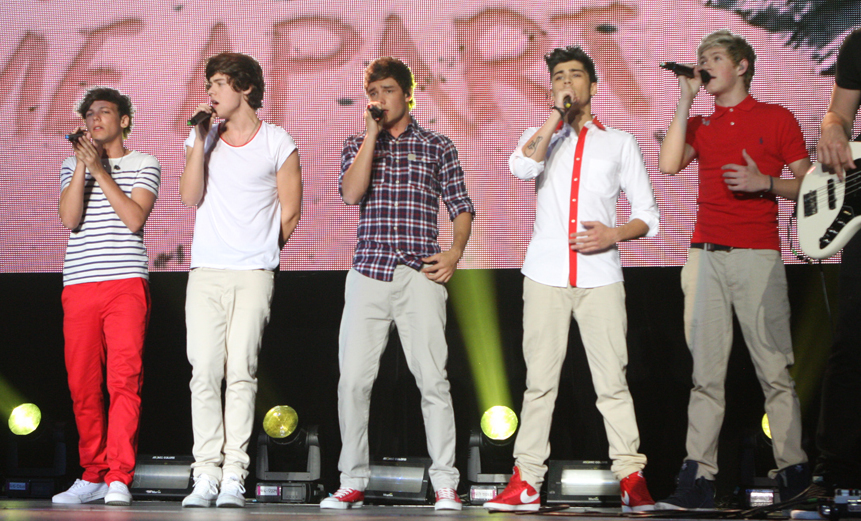
One Direction
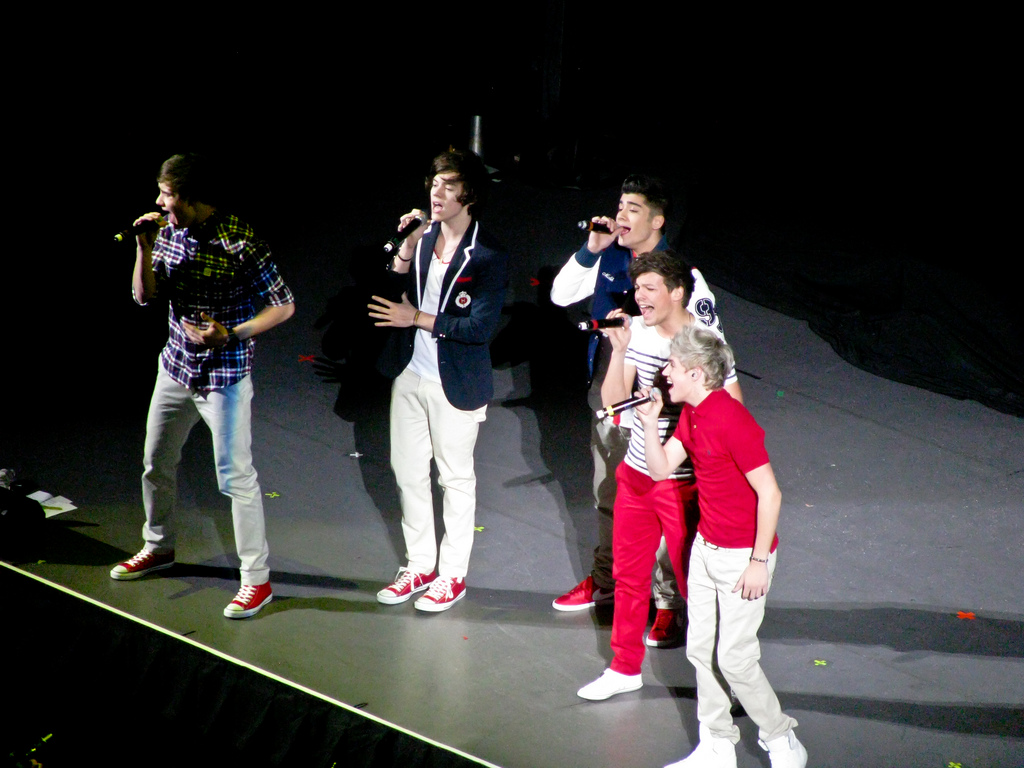
One Direction
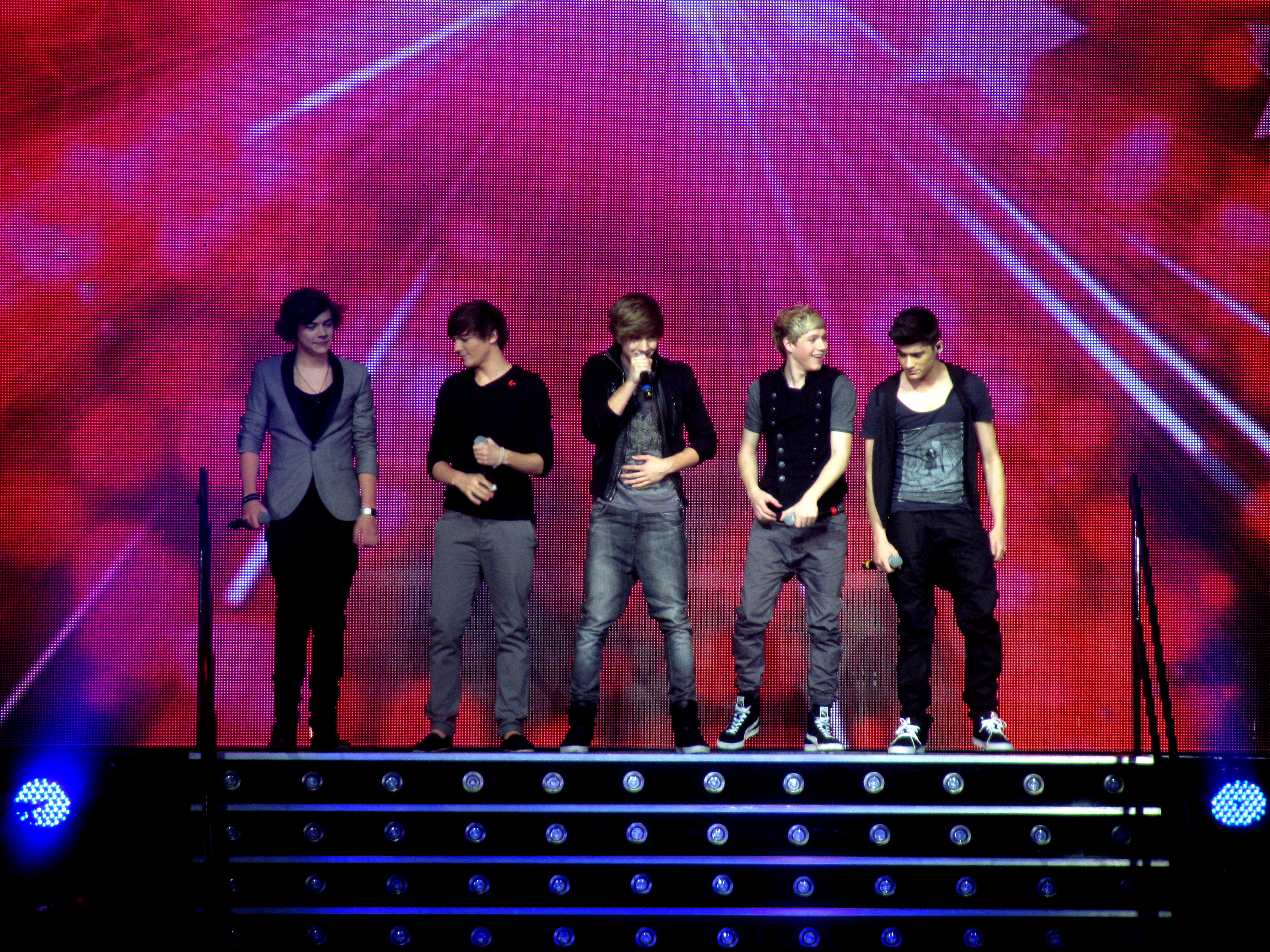
One Direction
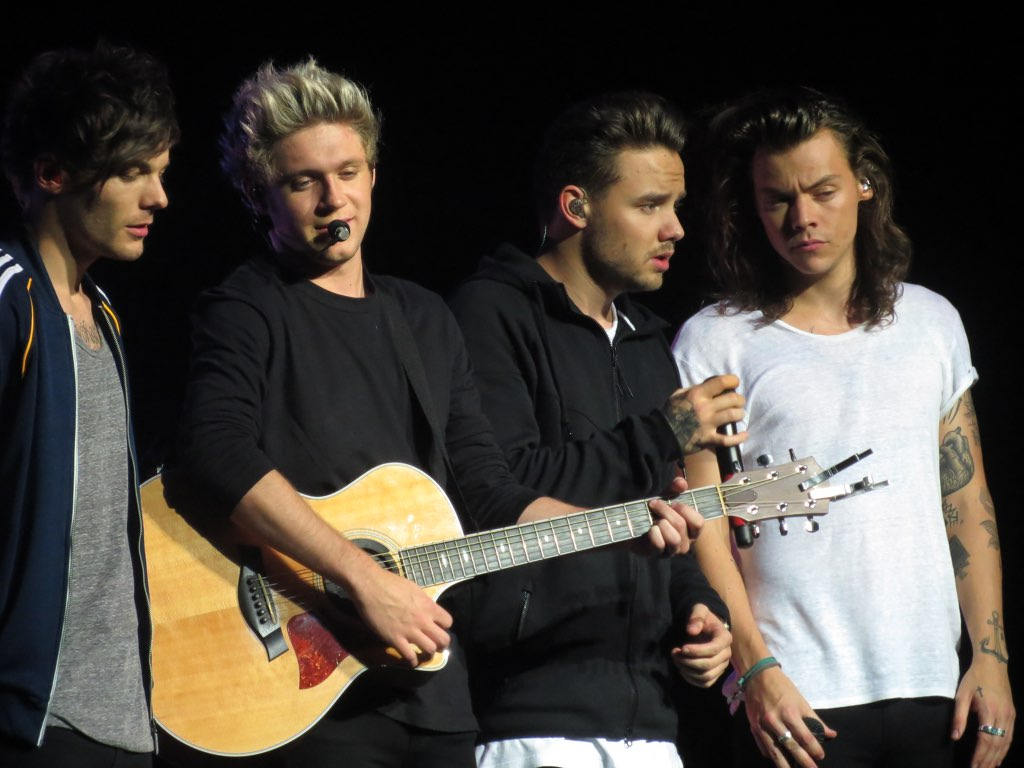
One Direction (2015)